# Piłka siatkowa na Letnich Igrzyskach Olimpijskich 2024 – turniej halowy mężczyzn (składy)
Artykuł grupuje składy wszystkich reprezentacji narodowych w piłce siatkowej, które wystąpią w Igrzyskach Olimpijskich 2024.
- Wiek na dzień 27 lipca 2024 roku.
- Przynależność klubowa na koniec sezonu 2023/2024 i na sezon 2024/2025.
- Zawodnicy oznaczeni symbolem  to kapitanowie reprezentacji.
- Legenda:
Nr – numer zawodnika
A – atakujący
L – libero
P – przyjmujący
R – rozgrywający
Ś – środkowy

## Argentyna
Trener: Marcelo Méndez
Asystent: Martin Ariel Lòpez
| Nr                  | Imię i nazwisko      | Data urodzenia (wiek) | Wzrost (cm) | Klub (Sezon 2023/2024)      | Klub (Sezon 2024/2025)     | Pozycja |
| ------------------- | -------------------- | --------------------- | ----------- | --------------------------- | -------------------------- | ------- |
| 1                   | Matías Sánchez       | 20.09.1996 (27)       | 173         | Ślepsk Malow Suwałki        | Ślepsk Malow Suwałki       | R       |
| 3                   | Jan Martínez Franchi | 28.01.1998 (26)       | 190         | Trefl Gdańsk                | Tourcoing Lille Métropole  | P       |
| 7                   | Facundo Conte        | 25.08.1989 (34)       | 198         | Club Ciudad de Buenos Aires |                            | P       |
| 8                   | Agustín Loser        | 12.10.1997 (26)       | 198         | Allianz Milano              | Sir Susa Vim Perugia       | Ś       |
| 9                   | Santiago Danani      | 12.12.1995 (28)       | 176         | Fakieł Nowy Urengoj         | Fakieł Nowy Urengoj        | L       |
| 12                  | Bruno Lima           | 04.02.1996 (28)       | 197         | Vôlei Renata/Campinas       | Vôlei Renata/Campinas      | A       |
| 15                  | Luciano De Cecco     | 02.06.1988 (36)       | 193         | Cucine Lube Civitanova      | Valsa Group Modena         | R       |
| 16                  | Pablo Kukartsev      | 25.03.1993 (31)       | 203         | Tourcoing Lille Métropole   | Tourcoing Lille Métropole  | A       |
| 17                  | Luciano Vicentín     | 04.04.2000 (24)       | 200         | Ziraat Bankkart Ankara      | Jastrzębski Węgiel         | P       |
| 18                  | Martín Ramos         | 26.08.1991 (32)       | 197         | Club Voleibol Guaguas       | Club Voleibol Guaguas      | Ś       |
| 21                  | Luciano Palonsky     | 08.07.1999 (25)       | 198         | Tours VB                    | Nippon Steel Sakai Blazers | P       |
| 22                  | Nicolás Zerba        | 13.06.1999 (25)       | 204         | PSG Stal Nysa               | PSG Stal Nysa              | Ś       |
| Zawodnik rezerwowy: |                      |                       |             |                             |                            |         |
| 13                  | Ezequiel Palacios    | 02.10.1992 (31)       | 200         | Montpellier Volley          | Montpellier Volley         | P       |

## Brazylia
Trener: Bernardo Rezende
Asystent: 	Ricardo Tabach
| Nr                  | Imię i nazwisko   | Data urodzenia (wiek) | Wzrost (cm) | Klub (Sezon 2023/2024)       | Klub (Sezon 2024/2025) | Pozycja |
| ------------------- | ----------------- | --------------------- | ----------- | ---------------------------- | ---------------------- | ------- |
| 1                   | Bruno Rezende     | 02.07.1986 (38)       | 190         | Valsa Group Modena           | Vôlei Renata/Campinas  | R       |
| 2                   | Lukas Bergmann    | 25.03.2004 (20)       | 204         | SESI-Bauru                   |                        | P       |
| 6                   | Adriano Xavier    | 06.02.2002 (22)       | 201         | Vôlei Renata/Campinas        | Vôlei Renata/Campinas  | P       |
| 8                   | Yoandy Leal       | 31.08.1988 (35)       | 201         | Gas Sales Bluenergy Piacenza | Lokomotiw Nowosybirsk  | P       |
| 12                  | Isac Santos       | 13.12.1990 (33)       | 208         | Itambé/Minas                 |                        | Ś       |
| 14                  | Fernando Kreling  | 13.01.1996 (28)       | 185         | Mint Vero Volley Monza       | Mint Vero Volley Monza | R       |
| 16                  | Lucas Saatkamp    | 06.03.1986 (38)       | 209         | Sada Cruzeiro Vôlei          | Sada Cruzeiro Vôlei    | Ś       |
| 17                  | Thales Hoss       | 27.04.1989 (35)       | 190         | Bogdanka LUK Lublin          | Bogdanka LUK Lublin    | L       |
| 18                  | Ricardo Lucarelli | 14.02.1992 (32)       | 196         | Gas Sales Bluenergy Piacenza | JTEKT Stings           | P       |
| 21                  | Alan Souza        | 21.03.1994 (30)       | 202         | Indykpol AZS Olsztyn         | Toray Arrows Shizuoka  | A       |
| 23                  | Flávio Gualberto  | 22.04.1993 (31)       | 200         | Sir Safety Susa Vim Perugia  | Itas Trentino          | Ś       |
| 28                  | Darlan Souza      | 24.06.2002 (22)       | 193         | SESI-Bauru                   | SESI-Bauru             | A       |
| Zawodnik rezerwowy: |                   |                       |             |                              |                        |         |
| 8                   | Henrique Honorato | 18.03.1997 (27)       | 190         | Joinville Vôlei              | Ślepsk Malow Suwałki   | P       |

## Egipt
Trener: Fernando Muñoz Benítez
Asystent: Ibrahim Kamel Hassan
| Nr                  | Imię i nazwisko                     | Data urodzenia (wiek) | Wzrost (cm) | Klub (Sezon 2023/2024) | Klub (Sezon 2024/2025) | Pozycja |
| ------------------- | ----------------------------------- | --------------------- | ----------- | ---------------------- | ---------------------- | ------- |
| 2                   | Ahmed Azab Abdelrahman              | 01.03.2000 (24)       | 194         | Al-Ahly                |                        | P       |
| 5                   | Mohamed Osman Elhaddad              | 22.09.2000 (23)       | 204         | Al-Ahly                |                        | Ś       |
| 6                   | Mohamed Hassan                      | 28.09.1993 (30)       | 184         | Zamalek SC             |                        | L       |
| 8                   | Abdelrahman Elhossiny Eissa         | 24.08.2001 (22)       | 186         |                        |                        | P       |
| 9                   | Mohamed Asran                       | 01.04.1996 (28)       | 192         | Al-Ahly                |                        | P       |
| 10                  | Mohamed Masoud                      | 01.05.1994 (30)       | 211         | Zamalek SC             |                        | Ś       |
| 12                  | Hossam Abdalla                      | 16.01.1988 (36)       | 203         |                        |                        | R       |
| 14                  | Seifeldin Hassan Aly                | 14.07.1999 (25)       | 193         | Al-Ahly                |                        | A       |
| 15                  | Abdelrahman Seoudy                  | 21.08.1997 (26)       | 207         | Al-Ahly                |                        | Ś       |
| 16                  | Mostafa Gaber Abdelsalam Abdelmoaty | 27.06.1997 (27)       | 191         |                        |                        | R       |
| 17                  | Reda Haikal                         | 07.11.1990 (33)       | 198         | Zamalek SC             | AS Cannes VB           | A       |
| 22                  | Mohamed Moustafa Issa               | 12.04.1988 (36)       | 200         | Al-Khaleej             |                        | P       |
| Zawodnik rezerwowy: |                                     |                       |             |                        |                        |         |
| 23                  | Ahmed Omar                          | 04.03.1995 (29)       | 199         | Crvena zvezda Belgrad  |                        | P       |

## Francja
Trener: Andrea Giani
Asystent: Loïc Geiler
| Nr                  | Imię i nazwisko       | Data urodzenia (wiek) | Wzrost (cm) | Klub (Sezon 2023/2024)       | Klub (Sezon 2024/2025)       | Pozycja |
| ------------------- | --------------------- | --------------------- | ----------- | ---------------------------- | ---------------------------- | ------- |
| 1                   | Barthélémy Chinenyeze | 28.02.1998 (26)       | 202         | Cucine Lube Civitanova       | Cucine Lube Civitanova       | Ś       |
| 2                   | Jenia Grebennikov     | 13.08.1990 (33)       | 188         | Zenit Petersburg             | Zenit Petersburg             | L       |
| 4                   | Jean Patry            | 27.12.1996 (27)       | 207         | Jastrzębski Węgiel           | Galatasaray HDI Stambuł      | A       |
| 6                   | Benjamin Toniutti     | 30.10.1989 (34)       | 183         | Jastrzębski Węgiel           | Jastrzębski Węgiel           | R       |
| 7                   | Kévin Tillie          | 02.11.1990 (33)       | 198         | Projekt Warszawa             | Projekt Warszawa             | P       |
| 9                   | Earvin N'Gapeth       | 12.02.1991 (33)       | 194         | Halkbank Ankara              |                              | P       |
| 11                  | Antoine Brizard       | 22.05.1994 (30)       | 196         | Gas Sales Bluenergy Piacenza | Gas Sales Bluenergy Piacenza | R       |
| 12                  | Théo Faure            | 12.10.1999 (24)       | 202         | Cisterna Volley              | Cisterna Volley              | A       |
| 14                  | Nicolas Le Goff       | 15.02.1992 (32)       | 203         | Montpellier Volley           | Montpellier Volley           | Ś       |
| 16                  | Quentin Jouffroy      | 07.05.1993 (30)       | 203         | Le Plessis-Robinson VB       | Ślepsk Malow Suwałki         | Ś       |
| 17                  | Trévor Clévenot       | 28.06.1994 (30)       | 199         | Aluron CMC Warta Zawiercie   | Ziraat Bankkart Ankara       | P       |
| 19                  | Yacine Louati         | 04.03.1992 (32)       | 198         | Asseco Resovia Rzeszów       | Allianz Milano               | P       |
| Zawodnik rezerwowy: |                       |                       |             |                              |                              |         |
| 23                  | Timothée Carle        | 30.11.1995 (28)       | 199         | Berlin Recycling Volleys     | Jastrzębski Węgiel           | P       |

## Japonia
Trener: Philippe Blain
Asystent: Kenji Itoh
| Nr                  | Imię i nazwisko   | Data urodzenia (wiek) | Wzrost (cm) | Klub (Sezon 2023/2024) | Klub (Sezon 2024/2025) | Pozycja |
| ------------------- | ----------------- | --------------------- | ----------- | ---------------------- | ---------------------- | ------- |
| 1                   | Yūji Nishida      | 30.01.2000 (24)       | 186         | Panasonic Panthers     | Osaka Bluteon          | A       |
| 2                   | Taishi Onodera    | 27.02.1996 (28)       | 201         | Suntory Sunbirds       | Suntory Sunbirds       | Ś       |
| 3                   | Akihiro Fukatsu   | 23.07.1987 (37)       | 183         | Tokyo Great Bears      | Tokyo Great Bears      | R       |
| 4                   | Kento Miyaura     | 22.02.1999 (25)       | 190         | Paris Volley           | JTEKT Stings           | A       |
| 5                   | Tatsunori Otsuka  | 05.11.2000 (23)       | 194         | Panasonic Panthers     | Allianz Milano         | P       |
| 6                   | Akihiro Yamauchi  | 30.11.1993 (30)       | 204         | Panasonic Panthers     | Osaka Bluteon          | Ś       |
| 8                   | Masahiro Sekita   | 20.11.1993 (30)       | 175         | JTEKT Stings           | JTEKT Stings           | R       |
| 10                  | Kentaro Takahashi | 08.02.1995 (29)       | 203         | Toray Arrows           | JTEKT Stings           | Ś       |
| 12                  | Ran Takahashi     | 02.09.2001 (23)       | 188         | Mint Vero Volley Monza | Suntory Sunbirds       | P       |
| 14                  | Yūki Ishikawa     | 11.12.1995 (28)       | 192         | Allianz Milano         | Sir Susa Vim Perugia   | P       |
| 15                  | Masato Kai        | 25.09.2003 (20)       | 200         | Paris Volley           | Senshu University      | P       |
| 20                  | Tomohiro Yamamoto | 05.11.1994 (29)       | 171         | Panasonic Panthers     | Osaka Bluteon          | L       |
| Zawodnik rezerwowy: |                   |                       |             |                        |                        |         |
| 11                  | Shoma Tomita      | 20.06.1997 (27)       | 190         | Toray Arrows           | Osaka Bluteon          | P       |

## Kanada
Trener: Tuomas Sammelvuo
Asystent: João Paulo Bravo
| Nr                  | Imię i nazwisko   | Data urodzenia (wiek) | Wzrost (cm) | Klub (Sezon 2023/2024) | Klub (Sezon 2024/2025)       | Pozycja |
| ------------------- | ----------------- | --------------------- | ----------- | ---------------------- | ---------------------------- | ------- |
| 2                   | Luke Herr         | 18.07.1994 (30)       | 194         | AONS Milon             | Centurions Narbonne          | R       |
| 4                   | Nicholas Hoag     | 19.08.1992 (31)       | 200         | Arkas Spor Izmir       |                              | P       |
| 5                   | Brodie Hofer      | 27.04.2000 (24)       | 199         | Enea Czarni Radom      | Gioiella Prisma Taranto      | P       |
| 6                   | Danny Demyanenko  | 13.07.1994 (30)       | 196         | Montpellier Volley     | Yuasa Battery Grottazzolina  | Ś       |
| 7                   | Stephen Maar      | 06.12.1994 (29)       | 199         | Mint Vero Volley Monza | Gas Sales Bluenergy Piacenza | P       |
| 8                   | Brett Walsh       | 19.02.1994 (30)       | 195         | Alterna Stade Poitevin | Alterna Stade Poitevin       | R       |
| 11                  | Xander Ketrzynski | 27.01.2000 (24)       | 207         | SVG Lüneburg           | SVG Lüneburg                 | A       |
| 12                  | Lucas Van Berkel  | 29.11.1991 (32)       | 210         | Sporting CP            |                              | Ś       |
| 14                  | Arthur Szwarc     | 30.03.1995 (29)       | 207         | Mint Vero Volley Monza | Mint Vero Volley Monza       | A       |
| 18                  | Justin Lui        | 08.05.2000 (24)       | 178         | Vantaa Ducks           | Dukla Liberec                | L       |
| 33                  | Fynnian McCarthy  | 04.12.1999 (24)       | 200         | VK Lvi Praha           | Bogdanka LUK Lublin          | Ś       |
| 80                  | Eric Loeppky      | 01.08.1998 (25)       | 197         | Mint Vero Volley Monza | Cucine Lube Civitanova       | P       |
| Zawodnik rezerwowy: |                   |                       |             |                        |                              |         |
| 17                  | Ryley Barnes      | 11.10.1993 (30)       | 200         | Tourcoing LM           | Nice VB                      | P       |

## Niemcy
Trener: Michał Winiarski
Asystent: Roberto Rotari i Thomas Ranner
| Nr                  | Imię i nazwisko  | Data urodzenia (wiek) | Wzrost (cm) | Klub (Sezon 2023/2024)   | Klub (Sezon 2024/2025)   | Pozycja |
| ------------------- | ---------------- | --------------------- | ----------- | ------------------------ | ------------------------ | ------- |
| 1                   | Christian Fromm  | 15.08.1990 (33)       | 204         | Rapid Bukareszt          | Dinamo Bukareszt         | P       |
| 5                   | Moritz Reichert  | 15.03.1995 (29)       | 195         | Montpellier Volley       | Berlin Recycling Volleys | P       |
| 6                   | Johannes Tille   | 07.05.1997 (27)       | 186         | Berlin Recycling Volleys | Berlin Recycling Volleys | R       |
| 9                   | Georg Grozer     | 27.11.1984 (39)       | 201         | Arkas Spor Izmir         | Arkas Spor Izmir         | A       |
| 10                  | Julian Zenger    | 26.08.1997 (26)       | 190         | Pallavolo Padwa          | Pallavolo Padwa          | L       |
| 11                  | Lukas Kampa      | 29.11.1986 (37)       | 195         | Trefl Gdańsk             | Trefl Gdańsk             | R       |
| 12                  | Anton Brehme     | 10.08.1999 (24)       | 206         | Valsa Group Modena       | Jastrzębski Węgiel       | Ś       |
| 13                  | Ruben Schott     | 08.07.1994 (30)       | 192         | Berlin Recycling Volleys | Berlin Recycling Volleys | P       |
| 14                  | Moritz Karlitzek | 12.08.1996 (27)       | 191         | Indykpol AZS Olsztyn     | Indykpol AZS Olsztyn     | P       |
| 21                  | Tobias Krick     | 22.10.1998 (25)       | 213         | Berlin Recycling Volleys | Berlin Recycling Volleys | Ś       |
| 22                  | Tobias Brand     | 09.07.1998 (26)       | 195         | Bogdanka LUK Lublin      | Projekt Warszawa         | P       |
| 25                  | Lukas Maase      | 28.08.1998 (25)       | 212         | Paris Volley             | Chaumont VB 52           | Ś       |
| Zawodnik rezerwowy: |                  |                       |             |                          |                          |         |
| 17                  | Jan Zimmermann   | 12.02.1993 (31)       | 190         | Galatasaray HDI Stambuł  | Gioiella Prisma Taranto  | R       |

## Polska
Trener: Nikola Grbić
Asystent: Paweł Rusek i Adam Swaczyna
| Nr                  | Imię i nazwisko   | Data urodzenia (wiek) | Wzrost (cm) | Klub (Sezon 2023/2024)             | Klub (Sezon 2024/2025)             | Pozycja |
| ------------------- | ----------------- | --------------------- | ----------- | ---------------------------------- | ---------------------------------- | ------- |
| 5                   | Łukasz Kaczmarek  | 29.06.1994 (30)       | 204         | Grupa Azoty ZAKSA Kędzierzyn-Koźle | Jastrzębski Węgiel                 | A       |
| 6                   | Bartosz Kurek     | 29.08.1988 (35)       | 205         | Wolfdogs Nagoya                    | Grupa Azoty ZAKSA Kędzierzyn-Koźle | A       |
| 9                   | Wilfredo León     | 31.07.1993 (30)       | 201         | Sir Safety Susa Vim Perugia        | Bogdanka LUK Lublin                | P       |
| 11                  | Aleksander Śliwka | 24.05.1995 (29)       | 196         | Grupa Azoty ZAKSA Kędzierzyn-Koźle | Suntory Sunbirds                   | P       |
| 12                  | Grzegorz Łomacz   | 01.10.1987 (36)       | 187         | PGE GiEK Skra Bełchatów            | PGE GiEK Skra Bełchatów            | R       |
| 15                  | Jakub Kochanowski | 17.07.1997 (27)       | 199         | Asseco Resovia Rzeszów             | Projekt Warszawa                   | Ś       |
| 16                  | Kamil Semeniuk    | 16.07.1996 (28)       | 194         | Sir Safety Susa Vim Perugia        | Sir Safety Susa Vim Perugia        | P       |
| 17                  | Paweł Zatorski    | 21.06.1990 (34)       | 184         | Asseco Resovia Rzeszów             | Asseco Resovia Rzeszów             | L       |
| 19                  | Marcin Janusz     | 31.07.1994 (29)       | 196         | Grupa Azoty ZAKSA Kędzierzyn-Koźle | Grupa Azoty ZAKSA Kędzierzyn-Koźle | R       |
| 20                  | Mateusz Bieniek   | 05.04.1994 (30)       | 208         | Aluron CMC Warta Zawiercie         | Aluron CMC Warta Zawiercie         | Ś       |
| 21                  | Tomasz Fornal     | 31.08.1997 (26)       | 200         | Jastrzębski Węgiel                 | Jastrzębski Węgiel                 | P       |
| 99                  | Norbert Huber     | 14.08.1998 (25)       | 207         | Jastrzębski Węgiel                 | Jastrzębski Węgiel                 | Ś       |
| Zawodnik rezerwowy: |                   |                       |             |                                    |                                    |         |
| 30                  | Bartłomiej Bołądź | 28.09.1994 (29)       | 203         | Projekt Warszawa                   | Projekt Warszawa                   | A       |

## Serbia
Trener: Igor Kolaković
Asystent: Bojan Janić, Neven Majstorović i Ivica Jevtić
| Nr                  | Imię i nazwisko         | Data urodzenia (wiek) | Wzrost (cm) | Klub (Sezon 2023/2024)        | Klub (Sezon 2024/2025)                 | Pozycja |
| ------------------- | ----------------------- | --------------------- | ----------- | ----------------------------- | -------------------------------------- | ------- |
| 2                   | Uroš Kovačević          | 06.05.1993 (31)       | 197         | Ural Ufa                      | Gas Sales Bluenergy Piacenza           | P       |
| 3                   | Milorad Kapur           | 05.03.1991 (33)       | 180         | Paris Volley                  |                                        | L       |
| 7                   | Petar Krsmanović        | 01.06.1990 (34)       | 205         | Gazprom-Jugra Surgut          | Ural Ufa                               | Ś       |
| 8                   | Marko Ivović            | 22.12.1990 (33)       | 194         | Dinamo-LO                     | Lokomotiw Nowosybirsk                  | P       |
| 9                   | Nikola Jovović          | 13.02.1992 (32)       | 197         | Rana Werona                   | NOWA Nowokujbyszewsk                   | R       |
| 10                  | Miran Kujundžić         | 19.06.1997 (27)       | 196         | Galatasaray HDI Stambuł       | PGE GiEK Skra Bełchatów                | P       |
| 12                  | Pavle Perić             | 07.08.1998 (25)       | 207         | Cisterna Volley               | PGE GiEK Skra Bełchatów                | P       |
| 14                  | Aleksandar Atanasijević | 04.09.1991 (32)       | 200         | Shanghai Bright               |                                        | A       |
| 16                  | Dražen Luburić          | 02.11.1993 (30)       | 205         | Fenerbahçe Parolapara Stambuł | Fenerbahçe Medicana Stambuł            | A       |
| 18                  | Marko Podraščanin       | 05.04.1994 (36)       | 204         | Itas Trentino                 |                                        | Ś       |
| 21                  | Vuk Todorović           | 23.04.1998 (26)       | 190         | Enea Czarni Radom             | KGHM Cuprum Stilon Gorzów Wielkopolski | R       |
| 29                  | Aleksandar Nedeljković  | 27.10.1997 (26)       | 207         | Cisterna Volley               | Cisterna Volley                        | Ś       |
| Zawodnik rezerwowy: |                         |                       |             |                               |                                        |         |
| 15                  | Nemanja Mašulović       | 05.10.1995 (28)       | 205         | Farmitalia Catania            |                                        | Ś       |

## Stany Zjednoczone
Trener: John Speraw
Asystent: Javier Weber
| Nr                  | Imię i nazwisko    | Data urodzenia (wiek) | Wzrost (cm) | Klub (Sezon 2023/2024)             | Klub (Sezon 2024/2025)             | Pozycja |
| ------------------- | ------------------ | --------------------- | ----------- | ---------------------------------- | ---------------------------------- | ------- |
| 1                   | Matthew Anderson   | 18.04.1987 (37)       | 202         | Ziraat Bankkart Ankara             | Ziraat Bankkart Ankara             | A       |
| 2                   | Aaron Russell      | 04.06.1993 (31)       | 205         | JT Thunders                        | Aluron CMC Warta Zawiercie         | P       |
| 4                   | Jeffrey Jendryk    | 15.09.1995 (28)       | 208         | Gioiella Prisma Taranto            |                                    | Ś       |
| 8                   | Torey Defalco      | 10.04.1997 (27)       | 198         | Asseco Resovia Rzeszów             | JTEKT Stings                       | P       |
| 11                  | Micah Christenson  | 08.05.1993 (31)       | 198         | Zenit Kazań                        | Zenit Kazań                        | R       |
| 12                  | Maxwell Holt       | 12.03.1987 (37)       | 205         | Beijing BAIC Motor                 | Beijing BAIC Motor                 | Ś       |
| 14                  | Micah Maʻa         | 16.04.1997 (27)       | 192         | Halkbank Ankara                    | Halkbank Ankara                    | R       |
| 17                  | Thomas Jaeschke    | 04.09.1993 (30)       | 200         | Panasonic Panthers                 | Panasonic Panthers                 | P       |
| 18                  | Garrett Muagututia | 26.02.1988 (36)       | 205         | Al-Ahly Kair                       | Spor Toto SK                       | P       |
| 19                  | Taylor Averill     | 05.03.1992 (32)       | 201         | Projekt Warszawa                   | Mint Vero Volley Monza             | Ś       |
| 20                  | David Smith        | 15.05.1985 (39)       | 201         | Grupa Azoty ZAKSA Kędzierzyn-Koźle | Grupa Azoty ZAKSA Kędzierzyn-Koźle | Ś       |
| 22                  | Erik Shoji         | 24.08.1989 (34)       | 184         | Grupa Azoty ZAKSA Kędzierzyn-Koźle | Grupa Azoty ZAKSA Kędzierzyn-Koźle | L       |
| Zawodnik rezerwowy: |                    |                       |             |                                    |                                    |         |
| 5                   | Kyle Ensing        | 06.03.1997 (27)       | 201         | Saint-Nazaire VBA                  | Aluron CMC Warta Zawiercie         | A       |

## Słowenia
Trener: Gheorghe Crețu
Asystent: Zoran Kedačič
| Nr                  | Imię i nazwisko | Data urodzenia (wiek) | Wzrost (cm) | Klub (Sezon 2023/2024)      | Klub (Sezon 2024/2025)   | Pozycja |
| ------------------- | --------------- | --------------------- | ----------- | --------------------------- | ------------------------ | ------- |
| 1                   | Tonček Štern    | 14.11.1995 (28)       | 200         | Olympiakos Pireus           | Olympiakos Pireus        | A       |
| 2                   | Alen Pajenk     | 23.04.1986 (38)       | 203         | Olympiakos Pireus           | Olympiakos Pireus        | Ś       |
| 4                   | Jan Kozamernik  | 24.12.1995 (28)       | 204         | Itas Trentino               | Itas Trentino            | Ś       |
| 9                   | Dejan Vinčić    | 15.09.1986 (37)       | 200         | Rapid Bukareszt             | Alpacem Kanal            | R       |
| 10                  | Sašo Štalekar   | 03.05.1996 (28)       | 214         | Berlin Recycling Volleys    | ACH Volley Lublana       | Ś       |
| 13                  | Jani Kovačič    | 14.06.1992 (32)       | 186         | ACH Volley Lublana          | ACH Volley Lublana       | L       |
| 14                  | Žiga Štern      | 02.01.1994 (30)       | 193         | Ślepsk Malow Suwałki        | PGE GiEK Skra Bełchatów  | P       |
| 16                  | Gregor Ropret   | 01.03.1989 (35)       | 192         | Sir Safety Susa Vim Perugia | Asseco Resovia Rzeszów   | R       |
| 17                  | Tine Urnaut     | 03.09.1988 (35)       | 199         | JTEKT Stings                | Wolfdogs Nagoya          | P       |
| 18                  | Klemen Čebulj   | 21.02.1992 (32)       | 202         | Asseco Resovia Rzeszów      | Asseco Resovia Rzeszów   | P       |
| 19                  | Rok Možič       | 17.01.2002 (22)       | 200         | Rana Werona                 | Rana Werona              | P       |
| 20                  | Nik Mujanović   | 14.10.2004 (19)       | 203         | Mint Vero Volley Monza      | Paris Volley             | A       |
| Zawodnik rezerwowy: |                 |                       |             |                             |                          |         |
| 3                   | Uroš Planinšič  | 09.05.1998 (26)       | 186         | Calcit Kamnik               | Nova Technology Lycurgus | R       |

## Włochy
Trener: Ferdinando De Giorgi
Asystent: Nicola Giolito i Massimo Caponeri
| Nr                  | Imię i nazwisko        | Data urodzenia (wiek) | Wzrost (cm) | Klub (Sezon 2023/2024)       | Klub (Sezon 2024/2025)       | Pozycja |
| ------------------- | ---------------------- | --------------------- | ----------- | ---------------------------- | ---------------------------- | ------- |
| 5                   | Alessandro Michieletto | 05.12.2001 (22)       | 211         | Itas Trentino                | Itas Trentino                | P       |
| 6                   | Simone Giannelli       | 09.08.1996 (27)       | 200         | Sir Safety Susa Vim Perugia  | Sir Safety Susa Vim Perugia  | R       |
| 7                   | Fabio Balaso           | 20.10.1995 (28)       | 178         | Cucine Lube Civitanova       | Cucine Lube Civitanova       | L       |
| 8                   | Riccardo Sbertoli      | 23.05.1998 (26)       | 185         | Itas Trentino                | Itas Trentino                | R       |
| 11                  | Giovanni Sanguinetti   | 14.04.2000 (24)       | 202         | Valsa Group Modena           | Valsa Group Modena           | Ś       |
| 12                  | Mattia Bottolo         | 03.01.2000 (24)       | 196         | Cucine Lube Civitanova       | Cucine Lube Civitanova       | P       |
| 14                  | Gianluca Galassi       | 24.07.1997 (27)       | 201         | Mint Vero Volley Monza       | Gas Sales Bluenergy Piacenza | Ś       |
| 15                  | Daniele Lavia          | 04.11.1999 (24)       | 200         | Itas Trentino                | Itas Trentino                | P       |
| 16                  | Yuri Romanò            | 26.07.1997 (27)       | 203         | Gas Sales Bluenergy Piacenza | Gas Sales Bluenergy Piacenza | A       |
| 19                  | Roberto Russo          | 23.02.1997 (27)       | 207         | Sir Safety Susa Vim Perugia  | Sir Safety Susa Vim Perugia  | Ś       |
| 23                  | Alessandro Bovolenta   | 27.05.2004 (20)       | 207         | Consar RCM Rawenna           | Gas Sales Bluenergy Piacenza | A       |
| 31                  | Luca Porro             | 09.05.2004 (20)       | 193         | Sonepar Padwa                | Sonepar Padwa                | P       |
| Zawodnik rezerwowy: |                        |                       |             |                              |                              |         |
| 28                  | Gabriele Laurenzano    | 12.06.2003 (21)       | 176         | Itas Trentino                | Itas Trentino                | L       |